# Valley of the Damned
Albums de DragonForce
premier album Sonic Firestorm
(2004)
Valley of the Damned est le premier album du groupe britannique de power metal DragonForce, publié le 25 février 2003 par Noise Records et Sanctuary Records.

## Liste des chansons
| No  | Titre                          | Paroles          | Musique          | Durée |
| --- | ------------------------------ | ---------------- | ---------------- | ----- |
| 1.  | Invocation of Apocalyptic Evil | -                | Totman           | 0:14  |
| 2.  | Valley of the Damned           | Totman, Theart   | Totman           | 7:11  |
| 3.  | Black Fire                     | Totman, Theart   | Totman           | 5:47  |
| 4.  | Black Winter Night             | Totman, Theart   | Totman           | 6:30  |
| 5.  | Starfire                       | Totman, Theart   | Totman           | 5:53  |
| 6.  | Disciples of Babylon           | Theart           | Li               | 7:16  |
| 7.  | Revelations                    | Totman, Theart   | Totman           | 6:52  |
| 8.  | Evening Star                   | Li, Theart       | Li               | 6:39  |
| 9.  | Heart of a Dragon              | Totman, Theart   | Totman           | 5:23  |
| 10. | Where Dragons Rule (Bonus)     | Williams, Theart | Totman, Williams | 5:50  |